# Bahnstrecke Praha-Smíchov–Furth im Wald
| Streckennummer: | 5801 (Staatsgrenze–Furth im Wald)                                                           |                                                            |                                                            |
| Kursbuchstrecke (SŽ): | 170, 180                                                                                    |                                                            |                                                            |
| Streckenlänge: | 190,829 km                                                                                  |                                                            |                                                            |
| Spurweite: | 1435 mm (Normalspur)                                                                        |                                                            |                                                            |
| Streckenklasse: | Praha-Smíchov–Plzeň hl. n.: D4 Plzeň hl. n.–Staatsgrenze: C3 Staatsgrenze–Furth im Wald: D4 |                                                            |                                                            |
| Stromsystem: | Praha-Smíchov–km 41,075: 3 kV= km 41,075–Plzeň-Jižní předměstí: 25 kV 50 Hz ~               |                                                            |                                                            |
| Maximale Neigung: | 12 ‰                                                                                        |                                                            |                                                            |
| Streckengeschwindigkeit: | 160 km/h                                                                                    |                                                            |                                                            |
| Zugbeeinflussung: | Praha-Smíchov–Stod: LS                                                                      |                                                            |                                                            |
| Zweigleisigkeit: | Praha-Smíchov–Nová Hospoda                                                                  |                                                            |                                                            |
| |                                                                                             |                                                            |                                                            |
| \| \| \| von Praha hlavní nádraží (vorm. KFJB) \| \| \| \| 0,000 \| Praha-Smíchov severní zhlaví \| Praha-Smíchov severní zhlaví \| \| \| \| nach Praha-Smíchov společné nádr.–Hostivice (vorm. BEB) \| \| \| \| 0,465 \| Praha-Smíchov früher Smichow \| Praha-Smíchov früher Smichow \| \| \| \| von Praha-Smíchov společné nádr. \| \| \| \| 1,556 \| Praha-Smíchov jižní zhlaví \| Praha-Smíchov jižní zhlaví \| \| \| \| nach Beroun (Schnellfahrstrecke, geplant ab 2038) \| \| \| \| \| nach Rudná u Prahy–Most (vorm. PDE) \| \| \| \| \| Praha-Radotín–Praha-Vršovice \| \| \| \| \| von Praha-Vršovice (neu) \| \| \| \| 6,123 \| Odb. Závodiště \| Odb. Závodiště \| \| \| 6,280 \| Chuchle früher Kuchelbad \| Chuchle früher Kuchelbad \| \| \| 6,466 \| Praha-Velká Chuchle (neu) \| Praha-Velká Chuchle (neu) \| \| \| 6,804 \| Praha-Velká Chuchle (alt) \| Praha-Velká Chuchle (alt) \| \| \| \| von Praha-Vršovice (alt) \| \| \| \| 9,753 \| Praha-Radotín \| Praha-Radotín \| \| \| 14,252 \| Černošice früher Ober Černošic \| Černošice früher Ober Černošic \| \| \| 15,792 \| Černošice-Mokropsy \| Černošice-Mokropsy \| \| \| \| Berounka \| \| \| \| 18,271 \| Všenory früher Všenor \| Všenory früher Všenor \| \| \| 19,666 \| Dobřichovice früher Dobřichovitz \| Dobřichovice früher Dobřichovitz \| \| \| 20,500 \| Řevnice früher Řevnitz \| Řevnice früher Řevnitz \| \| \| \| nach Lochovice (vorm. LB Hinter Třeban–Lochowitz) \| \| \| \| 26,236 \| Zadní Třebaň früher Hinter Třeban \| Zadní Třebaň früher Hinter Třeban \| \| \| 29,719 \| Karlštejn früher Karlstein \| Karlštejn früher Karlstein \| \| \| \| nákl. Karlštejn \| \| \| \| 33,452 \| Srbsko \| Srbsko \| \| \| \| von Praha-Smíchov (Schnellfahrstrecke, geplant ab 2038) \| \| \| \| \| von Rakovník (vorm. Rakonitz–Protivíner Bahn) \| \| \| \| 38,343 \| Beroun früher Beraun \| Beroun früher Beraun \| \| \| 40,300 \| Beroun seřaďovací nádr. \| Beroun seřaďovací nádr. \| \| \| 41,075 \| Systemtrennstelle 3 kV/25 kV \| Systemtrennstelle 3 kV/25 kV \| \| \| 41,868 \| Králův Dvůr früher Königshof \| Králův Dvůr früher Königshof \| \| \| 44,126 \| Králův Dvůr-Popovice \| Králův Dvůr-Popovice \| \| \| \| Litavka \| \| \| \| 47,864 \| Zdice \| Zdice \| \| \| \| nach Protivín (vorm. Rakonitz–Protivíner Bahn) \| \| \| \| 51,243 \| Stašov \| Stašov \| \| \| 54,163 \| Praskolesy früher Praskoles-Žebrák \| Praskolesy früher Praskoles-Žebrák \| \| \| 58,321 \| Hořovice früher Hořowitz \| Hořovice früher Hořowitz \| \| \| 64,096 \| Cerhovice früher Cerhowitz \| Cerhovice früher Cerhowitz \| \| \| 67,30 \| Strousberg-Bahn (nie fertiggestellt) \| Strousberg-Bahn (nie fertiggestellt) \| \| \| 68,131 \| Zbiroh (bis 2012) \| Zbiroh (bis 2012) \| \| \| 69,440 \| Kařez (seit 2012) \| Kařez (seit 2012) \| \| \| \| Strousberg-Bahn (nie fertiggestellt) \| \| \| \| 71,946 \| Kařízek \| Kařízek \| \| \| 74,818 \| Mýto früher Mauth \| Mýto früher Mauth \| \| \| 77,915 \| Holoubkov früher Holoubkau \| Holoubkov früher Holoubkau \| \| \| 81,766 \| Svojkovice \| Svojkovice \| \| \| \| Klabava \| \| \| \| \| von Nezvěstice (vorm. BCB) \| \| \| \| 87,057 \| Rokycany früher Rokitzan \| Rokycany früher Rokitzan \| \| \| 91,210 \| Klabava \| Klabava \| \| \| 93,088 \| Ejpovice früher Klabawa-Eipowitz \| Ejpovice früher Klabawa-Eipowitz \| \| \| \| (Neutrassierung 2018) \| \| \| \| (95,775) \| Dýšina-Horomyslice früher Dýšina \| Dýšina-Horomyslice früher Dýšina \| \| \| 95,850 \| tunel Ejpovice (4150 m) \| tunel Ejpovice (4150 m) \| \| \| \| Dýšina \| \| \| \| (97,883) \| Chrást u Plzně \| Chrást u Plzně \| \| \| \| nach Stupno (vorm. BWB) \| \| \| \| 100,000 \| \| \| \| \| \| \| \| \| \| 101,000 \| Plzeň-Doubravka (ehem. km 106,953) \| Plzeň-Doubravka (ehem. km 106,953) \| \| \| 102,300 108,400 \| Kilometersprung −6100 m \| Kilometersprung −6100 m \| \| \| \| Úslava \| \| \| \| \| von (Duchcov–) Obrnice (vorm. EPPK) \| \| \| \| \| von (Wien FJB–) České Budějovice (vorm. KFJB) \| \| \| \| 109,665 \| Plzeň hlavní nádraží \| Plzeň hlavní nádraží \| \| \| \| nach Železná Ruda (vorm. EPPK) \| \| \| \| 111,210 \| Plzeň-Jižní předměstí früher Pilsen Reichsvorstadt \| 330 m \| \| \| \| nach Cheb (vorm. KFJB) \| \| \| \| 112,781 \| Plzeň-Skvrňany \| 335 m \| \| \| \| Nová Hospoda \| \| \| \| \| (geplante Neutrassierung bis 2029) \| \| \| \| 117,396 \| Vejprnice früher Weipernitz \| 335 m \| \| \| 120,584 \| Tlučná \| 335 m \| \| \| \| Líně \| \| \| \| \| ehemalige Protektoratsgrenze (1938–1945) \| \| \| \| \| von Plzeň-Valcha (vorm. Sulkover Montanbahn) \| \| \| \| 123,134 \| Nýřany früher Nürschan \| 340 m \| \| \| \| nach Heřmanova Huť (vorm. Wilkischner Montanbahn) \| \| \| \| \| vlečka DIOSS Nýřany \| \| \| \| \| Dálnice 5 \| \| \| \| 127,780 \| Zbůch früher Zwug \| 350 m \| \| \| \| Zbůch \| \| \| \| \| vlečka Letiště Plzeň-Líně \| \| \| \| \| \| \| \| \| 130,200 \| Výhybna Chotěšov u Stoda \| Výhybna Chotěšov u Stoda \| \| \| 130,982 \| Chotěšov u Stoda früher Chotieschau-Mantau \| 360 m \| \| \| \| vlečka důl Austria, důl Bayer \| \| \| \| 134,980 \| Stod früher Staab \| 360 m \| \| \| 137,495 \| Hradec u Stoda \| 355 m \| \| \| \| Radbuza \| \| \| \| 142,540 \| Holýšov früher Holleischen \| 365 m \| \| \| \| ehemalige Protektoratsgrenze (1938–1945) \| \| \| \| 144,564 \| Dolní Kamenice \| 365 m \| \| \| 148,819 \| Staňkov früher Stankau \| 375 m \| \| \| \| Zubřina \| \| \| \| 151,265 \| Odbočka Staňkov-Vránov \| Odbočka Staňkov-Vránov \| \| \| \| nach Poběžovice (vorm. LB Stankau–Bischofteinitz–Ronsperg) \| \| \| \| 152,925 \| Osvračín früher Wostratschin \| 375 m \| \| \| \| ehemalige Protektoratsgrenze (1938–1945) \| \| \| \| 156,958 \| Blížejov früher Blisowa \| 380 m \| \| \| \| ehemalige Protektoratsgrenze (1938–1945) \| \| \| \| 161,310 \| Milavče früher Milawetsch \| 395 m \| \| \| 162,210 \| Výhybna Radonice \| Výhybna Radonice \| \| \| \| von Janovice nad Úhlavou (vorm. BMTB) \| \| \| \| 168,066 \| Domažlice früher Taus \| 425 m \| \| \| 169,446 \| Domažlice město früher Taus Stadt \| 435 m \| \| \| \| Zubřina \| \| \| \| \| Aquädukt Pastritzkanal \| \| \| \| 173,903 \| Domažlice vyh. 401 früher Odbočka Pasečnice \| Domažlice vyh. 401 früher Odbočka Pasečnice \| \| \| \| nach Tachov (vorm. LB Taus–Tachau) \| \| \| \| \| ehemalige Protektoratsgrenze (1938–1945) \| \| \| \| 176,171 \| Babylon \| 490 m \| \| \| 179,148 \| Česká Kubice früher Böhm. Kubitzen-Vollmau \| 520 m \| \| \| 180,00 \| Česká Kubice koupalište \| Česká Kubice koupalište \| \| \| 184,102 \| Staatsgrenze Tschechien–Deutschland \| 465 m \| \| \| 186,075 \| Klöpflesbergtunnel (100 m) \| Klöpflesbergtunnel (100 m) \| \| \| 188,00 \| Anst \| Anst \| \| \| \| Bundesstraße 20 \| \| \| \| 190,829 \| Furth im Wald \| 403 m \| \| \| \| nach Schwandorf (vorm. B.O.B.) \| \| \| \| \| \| \| \| Frühere Namen Stand 1913. [1][2][3][4][5] \| \| \| \| |                                                                                             |                                                            |                                                            |
| Strecke |                                                                                             | von Praha hlavní nádraží (vorm. KFJB)                      | von Praha hlavní nádraží (vorm. KFJB)                      |
| ehemalige Blockstelle | 0,000                                                                                       | Praha-Smíchov severní zhlaví                               | Praha-Smíchov severní zhlaví                               |
| Abzweig geradeaus und ehemals nach rechts |                                                                                             | nach Praha-Smíchov společné nádr.–Hostivice (vorm. BEB)    | nach Praha-Smíchov společné nádr.–Hostivice (vorm. BEB)    |
| Bahnhof | 0,465                                                                                       | Praha-Smíchov früher Smichow                               | Praha-Smíchov früher Smichow                               |
| Abzweig geradeaus und von rechts |                                                                                             | von Praha-Smíchov společné nádr.                           | von Praha-Smíchov společné nádr.                           |
| Blockstelle | 1,556                                                                                       | Praha-Smíchov jižní zhlaví                                 | Praha-Smíchov jižní zhlaví                                 |
| Abzweig geradeaus und ehemals nach rechts |                                                                                             | nach Beroun (Schnellfahrstrecke, geplant ab 2038)          | nach Beroun (Schnellfahrstrecke, geplant ab 2038)          |
| Abzweig geradeaus und nach rechts |                                                                                             | nach Rudná u Prahy–Most (vorm. PDE)                        | nach Rudná u Prahy–Most (vorm. PDE)                        |
| Kreuzung geradeaus unten |                                                                                             | Praha-Radotín–Praha-Vršovice                               | Praha-Radotín–Praha-Vršovice                               |
| Abzweig geradeaus und von rechts |                                                                                             | von Praha-Vršovice (neu)                                   | von Praha-Vršovice (neu)                                   |
| Blockstelle | 6,123                                                                                       | Odb. Závodiště                                             | Odb. Závodiště                                             |
| ehemaliger Haltepunkt / Haltestelle | 6,280                                                                                       | Chuchle früher Kuchelbad                                   | Chuchle früher Kuchelbad                                   |
| Haltepunkt / Haltestelle | 6,466                                                                                       | Praha-Velká Chuchle (neu)                                  | Praha-Velká Chuchle (neu)                                  |
| ehemaliger Haltepunkt / Haltestelle | 6,804                                                                                       | Praha-Velká Chuchle (alt)                                  | Praha-Velká Chuchle (alt)                                  |
| Abzweig geradeaus und ehemals von rechts |                                                                                             | von Praha-Vršovice (alt)                                   | von Praha-Vršovice (alt)                                   |
| Bahnhof | 9,753                                                                                       | Praha-Radotín                                              | Praha-Radotín                                              |
| Haltepunkt / Haltestelle | 14,252                                                                                      | Černošice früher Ober Černošic                             | Černošice früher Ober Černošic                             |
| Haltepunkt / Haltestelle | 15,792                                                                                      | Černošice-Mokropsy                                         | Černošice-Mokropsy                                         |
| Brücke über Wasserlauf |                                                                                             | Berounka                                                   | Berounka                                                   |
| Haltepunkt / Haltestelle | 18,271                                                                                      | Všenory früher Všenor                                      | Všenory früher Všenor                                      |
| Haltepunkt / Haltestelle | 19,666                                                                                      | Dobřichovice früher Dobřichovitz                           | Dobřichovice früher Dobřichovitz                           |
| Bahnhof | 20,500                                                                                      | Řevnice früher Řevnitz                                     | Řevnice früher Řevnitz                                     |
| Abzweig geradeaus und von links |                                                                                             | nach Lochovice (vorm. LB Hinter Třeban–Lochowitz)          | nach Lochovice (vorm. LB Hinter Třeban–Lochowitz)          |
| Bahnhof | 26,236                                                                                      | Zadní Třebaň früher Hinter Třeban                          | Zadní Třebaň früher Hinter Třeban                          |
| Bahnhof | 29,719                                                                                      | Karlštejn früher Karlstein                                 | Karlštejn früher Karlstein                                 |
| ehemaliger Dienststation / Betriebs- oder Güterbahnhof |                                                                                             | nákl. Karlštejn                                            | nákl. Karlštejn                                            |
| Haltepunkt / Haltestelle | 33,452                                                                                      | Srbsko                                                     | Srbsko                                                     |
| Abzweig geradeaus und ehemals von rechts |                                                                                             | von Praha-Smíchov (Schnellfahrstrecke, geplant ab 2038)    | von Praha-Smíchov (Schnellfahrstrecke, geplant ab 2038)    |
| Abzweig geradeaus und von rechts |                                                                                             | von Rakovník (vorm. Rakonitz–Protivíner Bahn)              | von Rakovník (vorm. Rakonitz–Protivíner Bahn)              |
| Bahnhof | 38,343                                                                                      | Beroun früher Beraun                                       | Beroun früher Beraun                                       |
| Dienststation / Betriebs- oder Güterbahnhof | 40,300                                                                                      | Beroun seřaďovací nádr.                                    | Beroun seřaďovací nádr.                                    |
| Kilometer-Wechsel | 41,075                                                                                      | Systemtrennstelle 3 kV/25 kV                               | Systemtrennstelle 3 kV/25 kV                               |
| Bahnhof | 41,868                                                                                      | Králův Dvůr früher Königshof                               | Králův Dvůr früher Königshof                               |
| Haltepunkt / Haltestelle | 44,126                                                                                      | Králův Dvůr-Popovice                                       | Králův Dvůr-Popovice                                       |
| Brücke über Wasserlauf |                                                                                             | Litavka                                                    | Litavka                                                    |
| Bahnhof | 47,864                                                                                      | Zdice                                                      | Zdice                                                      |
| Abzweig geradeaus und nach links |                                                                                             | nach Protivín (vorm. Rakonitz–Protivíner Bahn)             | nach Protivín (vorm. Rakonitz–Protivíner Bahn)             |
| Haltepunkt / Haltestelle | 51,243                                                                                      | Stašov                                                     | Stašov                                                     |
| Haltepunkt / Haltestelle | 54,163                                                                                      | Praskolesy früher Praskoles-Žebrák                         | Praskolesy früher Praskoles-Žebrák                         |
| Bahnhof | 58,321                                                                                      | Hořovice früher Hořowitz                                   | Hořovice früher Hořowitz                                   |
| Haltepunkt / Haltestelle | 64,096                                                                                      | Cerhovice früher Cerhowitz                                 | Cerhovice früher Cerhowitz                                 |
| Kreuzung geradeaus unten (Querstrecke außer Betrieb) | 67,30                                                                                       | Strousberg-Bahn (nie fertiggestellt)                       | Strousberg-Bahn (nie fertiggestellt)                       |
| ehemaliger Bahnhof | 68,131                                                                                      | Zbiroh (bis 2012)                                          | Zbiroh (bis 2012)                                          |
| Haltepunkt / Haltestelle | 69,440                                                                                      | Kařez (seit 2012)                                          | Kařez (seit 2012)                                          |
| Abzweig geradeaus und ehemals von links |                                                                                             | Strousberg-Bahn (nie fertiggestellt)                       | Strousberg-Bahn (nie fertiggestellt)                       |
| Bahnhof | 71,946                                                                                      | Kařízek                                                    | Kařízek                                                    |
| Haltepunkt / Haltestelle | 74,818                                                                                      | Mýto früher Mauth                                          | Mýto früher Mauth                                          |
| Bahnhof | 77,915                                                                                      | Holoubkov früher Holoubkau                                 | Holoubkov früher Holoubkau                                 |
| Haltepunkt / Haltestelle | 81,766                                                                                      | Svojkovice                                                 | Svojkovice                                                 |
| Brücke über Wasserlauf |                                                                                             | Klabava                                                    | Klabava                                                    |
| Abzweig geradeaus und von links |                                                                                             | von Nezvěstice (vorm. BCB)                                 | von Nezvěstice (vorm. BCB)                                 |
| Bahnhof | 87,057                                                                                      | Rokycany früher Rokitzan                                   | Rokycany früher Rokitzan                                   |
| Haltepunkt / Haltestelle | 91,210                                                                                      | Klabava                                                    | Klabava                                                    |
| Bahnhof | 93,088                                                                                      | Ejpovice früher Klabawa-Eipowitz                           | Ejpovice früher Klabawa-Eipowitz                           |
| Abzweig geradeaus und nach links · Strecke von rechts |                                                                                             | (Neutrassierung 2018)                                      | (Neutrassierung 2018)                                      |
| Haltepunkt / Haltestelle · Strecke | (95,775)                                                                                    | Dýšina-Horomyslice früher Dýšina                           | Dýšina-Horomyslice früher Dýšina                           |
| Strecke · Tunnelanfang | 95,850                                                                                      | tunel Ejpovice (4150 m)                                    | tunel Ejpovice (4150 m)                                    |
| Haltepunkt / Haltestelle · Strecke (im Tunnel) |                                                                                             | Dýšina                                                     | Dýšina                                                     |
| Bahnhof · Strecke (im Tunnel) | (97,883)                                                                                    | Chrást u Plzně                                             | Chrást u Plzně                                             |
| Abzweig ehemals geradeaus und nach rechts · Strecke (im Tunnel) |                                                                                             | nach Stupno (vorm. BWB)                                    | nach Stupno (vorm. BWB)                                    |
| Strecke (außer Betrieb) · Tunnelende | 100,000                                                                                     |                                                            |                                                            |
| Abzweig ehemals geradeaus und von links · Strecke nach rechts |                                                                                             |                                                            |                                                            |
| Haltepunkt / Haltestelle | 101,000                                                                                     | Plzeň-Doubravka (ehem. km 106,953)                         | Plzeň-Doubravka (ehem. km 106,953)                         |
| Kilometer-Wechsel | 102,300 108,400                                                                             | Kilometersprung −6100 m                                    | Kilometersprung −6100 m                                    |
| Brücke über Wasserlauf |                                                                                             | Úslava                                                     | Úslava                                                     |
| Abzweig geradeaus und von rechts |                                                                                             | von (Duchcov–) Obrnice (vorm. EPPK)                        | von (Duchcov–) Obrnice (vorm. EPPK)                        |
| Abzweig geradeaus und von links |                                                                                             | von (Wien FJB–) České Budějovice (vorm. KFJB)              | von (Wien FJB–) České Budějovice (vorm. KFJB)              |
| Bahnhof | 109,665                                                                                     | Plzeň hlavní nádraží                                       | Plzeň hlavní nádraží                                       |
| Abzweig geradeaus und nach links |                                                                                             | nach Železná Ruda (vorm. EPPK)                             | nach Železná Ruda (vorm. EPPK)                             |
| Bahnhof | 111,210                                                                                     | Plzeň-Jižní předměstí früher Pilsen Reichsvorstadt         | 330 m                                                      |
| Abzweig geradeaus und nach rechts |                                                                                             | nach Cheb (vorm. KFJB)                                     | nach Cheb (vorm. KFJB)                                     |
| Haltepunkt / Haltestelle | 112,781                                                                                     | Plzeň-Skvrňany                                             | 335 m                                                      |
| Blockstelle |                                                                                             | Nová Hospoda                                               | Nová Hospoda                                               |
| Abzweig geradeaus und ehemals nach links · Strecke von rechts (außer Betrieb) |                                                                                             | (geplante Neutrassierung bis 2029)                         | (geplante Neutrassierung bis 2029)                         |
| Bahnhof · Strecke (außer Betrieb) | 117,396                                                                                     | Vejprnice früher Weipernitz                                | 335 m                                                      |
| Haltepunkt / Haltestelle · Strecke (außer Betrieb) | 120,584                                                                                     | Tlučná                                                     | 335 m                                                      |
| Strecke · Haltepunkt / Haltestelle (Strecke außer Betrieb) |                                                                                             | Líně                                                       | Líně                                                       |
| Grenze · Strecke (außer Betrieb) |                                                                                             | ehemalige Protektoratsgrenze (1938–1945)                   | ehemalige Protektoratsgrenze (1938–1945)                   |
| Abzweig geradeaus und ehemals von links · Strecke (außer Betrieb) |                                                                                             | von Plzeň-Valcha (vorm. Sulkover Montanbahn)               | von Plzeň-Valcha (vorm. Sulkover Montanbahn)               |
| Bahnhof · Strecke (außer Betrieb) | 123,134                                                                                     | Nýřany früher Nürschan                                     | 340 m                                                      |
| Abzweig geradeaus und nach rechts · Strecke (außer Betrieb) |                                                                                             | nach Heřmanova Huť (vorm. Wilkischner Montanbahn)          | nach Heřmanova Huť (vorm. Wilkischner Montanbahn)          |
| Abzweig geradeaus und nach rechts · Strecke (außer Betrieb) |                                                                                             | vlečka DIOSS Nýřany                                        | vlečka DIOSS Nýřany                                        |
| Strecke mit Straßenbrücke · Strecke mit Straßenbrücke (Strecke außer Betrieb) |                                                                                             | Dálnice 5                                                  | Dálnice 5                                                  |
| Haltepunkt / Haltestelle · Strecke (außer Betrieb) | 127,780                                                                                     | Zbůch früher Zwug                                          | 350 m                                                      |
| Strecke · Haltepunkt / Haltestelle (Strecke außer Betrieb) |                                                                                             | Zbůch                                                      | Zbůch                                                      |
| Abzweig geradeaus und nach links · Strecke (außer Betrieb) |                                                                                             | vlečka Letiště Plzeň-Líně                                  | vlečka Letiště Plzeň-Líně                                  |
| Abzweig geradeaus und ehemals von links · Strecke nach rechts (außer Betrieb) |                                                                                             |                                                            |                                                            |
| | 130,200                                                                                     | Výhybna Chotěšov u Stoda                                   | Výhybna Chotěšov u Stoda                                   |
| Haltepunkt / Haltestelle | 130,982                                                                                     | Chotěšov u Stoda früher Chotieschau-Mantau                 | 360 m                                                      |
| Abzweig geradeaus und ehemals von links |                                                                                             | vlečka důl Austria, důl Bayer                              | vlečka důl Austria, důl Bayer                              |
| Bahnhof | 134,980                                                                                     | Stod früher Staab                                          | 360 m                                                      |
| Haltepunkt / Haltestelle | 137,495                                                                                     | Hradec u Stoda                                             | 355 m                                                      |
| Brücke über Wasserlauf |                                                                                             | Radbuza                                                    | Radbuza                                                    |
| Bahnhof | 142,540                                                                                     | Holýšov früher Holleischen                                 | 365 m                                                      |
| Grenze |                                                                                             | ehemalige Protektoratsgrenze (1938–1945)                   | ehemalige Protektoratsgrenze (1938–1945)                   |
| Haltepunkt / Haltestelle | 144,564                                                                                     | Dolní Kamenice                                             | 365 m                                                      |
| Bahnhof | 148,819                                                                                     | Staňkov früher Stankau                                     | 375 m                                                      |
| Brücke über Wasserlauf |                                                                                             | Zubřina                                                    | Zubřina                                                    |
| Blockstelle | 151,265                                                                                     | Odbočka Staňkov-Vránov                                     | Odbočka Staňkov-Vránov                                     |
| Abzweig geradeaus und nach rechts |                                                                                             | nach Poběžovice (vorm. LB Stankau–Bischofteinitz–Ronsperg) | nach Poběžovice (vorm. LB Stankau–Bischofteinitz–Ronsperg) |
| Haltepunkt / Haltestelle | 152,925                                                                                     | Osvračín früher Wostratschin                               | 375 m                                                      |
| Grenze |                                                                                             | ehemalige Protektoratsgrenze (1938–1945)                   | ehemalige Protektoratsgrenze (1938–1945)                   |
| Bahnhof | 156,958                                                                                     | Blížejov früher Blisowa                                    | 380 m                                                      |
| Grenze |                                                                                             | ehemalige Protektoratsgrenze (1938–1945)                   | ehemalige Protektoratsgrenze (1938–1945)                   |
| Haltepunkt / Haltestelle | 161,310                                                                                     | Milavče früher Milawetsch                                  | 395 m                                                      |
| | 162,210                                                                                     | Výhybna Radonice                                           | Výhybna Radonice                                           |
| Abzweig geradeaus und von links |                                                                                             | von Janovice nad Úhlavou (vorm. BMTB)                      | von Janovice nad Úhlavou (vorm. BMTB)                      |
| Bahnhof | 168,066                                                                                     | Domažlice früher Taus                                      | 425 m                                                      |
| Haltepunkt / Haltestelle | 169,446                                                                                     | Domažlice město früher Taus Stadt                          | 435 m                                                      |
| Brücke über Wasserlauf |                                                                                             | Zubřina                                                    | Zubřina                                                    |
| Tunnel bzw. Unterführung unter Wasserlauf |                                                                                             | Aquädukt Pastritzkanal                                     | Aquädukt Pastritzkanal                                     |
| Blockstelle | 173,903                                                                                     | Domažlice vyh. 401 früher Odbočka Pasečnice                | Domažlice vyh. 401 früher Odbočka Pasečnice                |
| Abzweig geradeaus und nach rechts |                                                                                             | nach Tachov (vorm. LB Taus–Tachau)                         | nach Tachov (vorm. LB Taus–Tachau)                         |
| Grenze |                                                                                             | ehemalige Protektoratsgrenze (1938–1945)                   | ehemalige Protektoratsgrenze (1938–1945)                   |
| Haltepunkt / Haltestelle | 176,171                                                                                     | Babylon                                                    | 490 m                                                      |
| Bahnhof | 179,148                                                                                     | Česká Kubice früher Böhm. Kubitzen-Vollmau                 | 520 m                                                      |
| ehemaliger Haltepunkt / Haltestelle | 180,00                                                                                      | Česká Kubice koupalište                                    | Česká Kubice koupalište                                    |
| Grenze | 184,102                                                                                     | Staatsgrenze Tschechien–Deutschland                        | 465 m                                                      |
| Tunnel | 186,075                                                                                     | Klöpflesbergtunnel (100 m)                                 | Klöpflesbergtunnel (100 m)                                 |
| Abzweig geradeaus und von links | 188,00                                                                                      | Anst                                                       | Anst                                                       |
| Brücke |                                                                                             | Bundesstraße 20                                            | Bundesstraße 20                                            |
| Bahnhof | 190,829                                                                                     | Furth im Wald                                              | 403 m                                                      |
| Strecke |                                                                                             | nach Schwandorf (vorm. B.O.B.)                             | nach Schwandorf (vorm. B.O.B.)                             |
| |                                                                                             |                                                            |                                                            |
| Frühere Namen Stand 1913. |                                                                                             |                                                            |                                                            |

Die Bahnstrecke Praha-Smíchov–Furth im Wald ist eine Eisenbahnverbindung in Tschechien, die ursprünglich von der k.k. priv. Böhmischen Westbahn (BWB) erbaut und betrieben wurde. Sie beginnt als Fortsetzung der Prager Verbindungsbahn im Prager Stadtteil Smíchov und führt über Beroun (Beraun), Plzeň (Pilsen) und Domažlice (Taus) nach Furth im Wald (Brod nad Lesy) in Deutschland, wo sie in die Bahnstrecke Schwandorf–Furth im Wald einmündet.
Zwischen Prag und Plzeň ist sie Teil des Dritten Eisenbahnkorridors von Prag zur Staatsgrenze bei Cheb.

## Geschichte
Bereits am 21. Juni 1851 hatten Österreich und Bayern in einem Staatsvertrag den Bau der ersten grenzüberschreitenden Eisenbahnverbindungen vereinbart. Priorität genoss jedoch zunächst die direkte Verbindung zwischen Wien und München. Erst in einem weiteren Staatsvertrag vom 21. April 1856 vereinbarten beide Länder dann auch eine Eisenbahnverbindung von Prag über Pilsen zum Anschluss an die bayerische Strecke Regensburg–Irrenlohe–Nürnberg der Actiengesellschaft der bayerischen Ostbahnen. Am 20. September 1858 wurde mit der bayerischen Regierung als Verknüpfungspunkt Furth im Wald bestimmt.

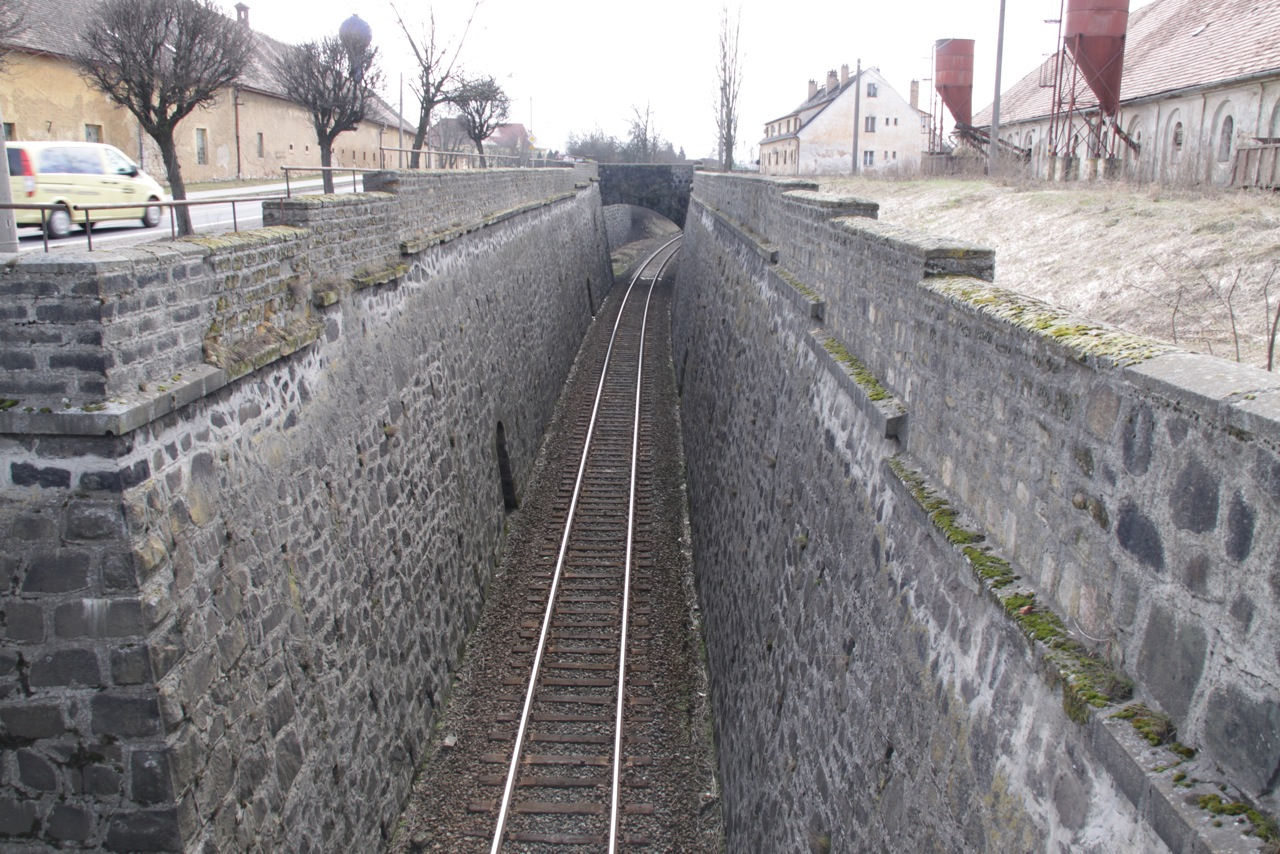
Einschnitt in Chotěšov u Stoda. Die Überführung im Hintergrund ist seit dem Streckenbau schon für die Verlegung eines zweiten Streckengleises vorbereitet. (2011)

Der Bau der Strecke begann am 7. Mai 1860. Am 15. Oktober 1861 wurde der Abschnitt zwischen Pilsen und Furth im Wald eröffnet. Die bayerische Anschlussstrecke Furth im Wald–Schwandorf war bereits am 20. September 1861 vollständig in Betrieb gegangen. Der Abschnitt von der Staatsgrenze bis Furth im Wald war Eigentum der Bayerischen Ostbahnen. Von der Böhmischen Westbahn wurde er im Pachtbetrieb befahren.
Die Strecke zwischen Smichow und Pilsen wurde am 14. Juli 1862 eröffnet.
Im Jahre 1884 wurde die Böhmische Westbahn verstaatlicht und die Strecke gehörte fortan zum Netz der k.k. österreichischen Staatsbahnen (kkStB). Ab 1911 begann der Ausbau der bislang eingleisigen Strecke mit einem zweiten Gleis.
Der Sommerfahrplan 1912 verzeichnete vier Personenzugpaare 1.–3. Klasse von Prag nach Furth im Wald sowie einen direkten Schnellzug von Prerau über Prag nach Nürnberg mit Kurswagen nach München.
Nach dem Zerfall Österreich-Ungarns infolge des Ersten Weltkrieges kam die Strecke 1919 zu den neu gegründeten Tschechoslowakischen Staatsbahnen (ČSD).

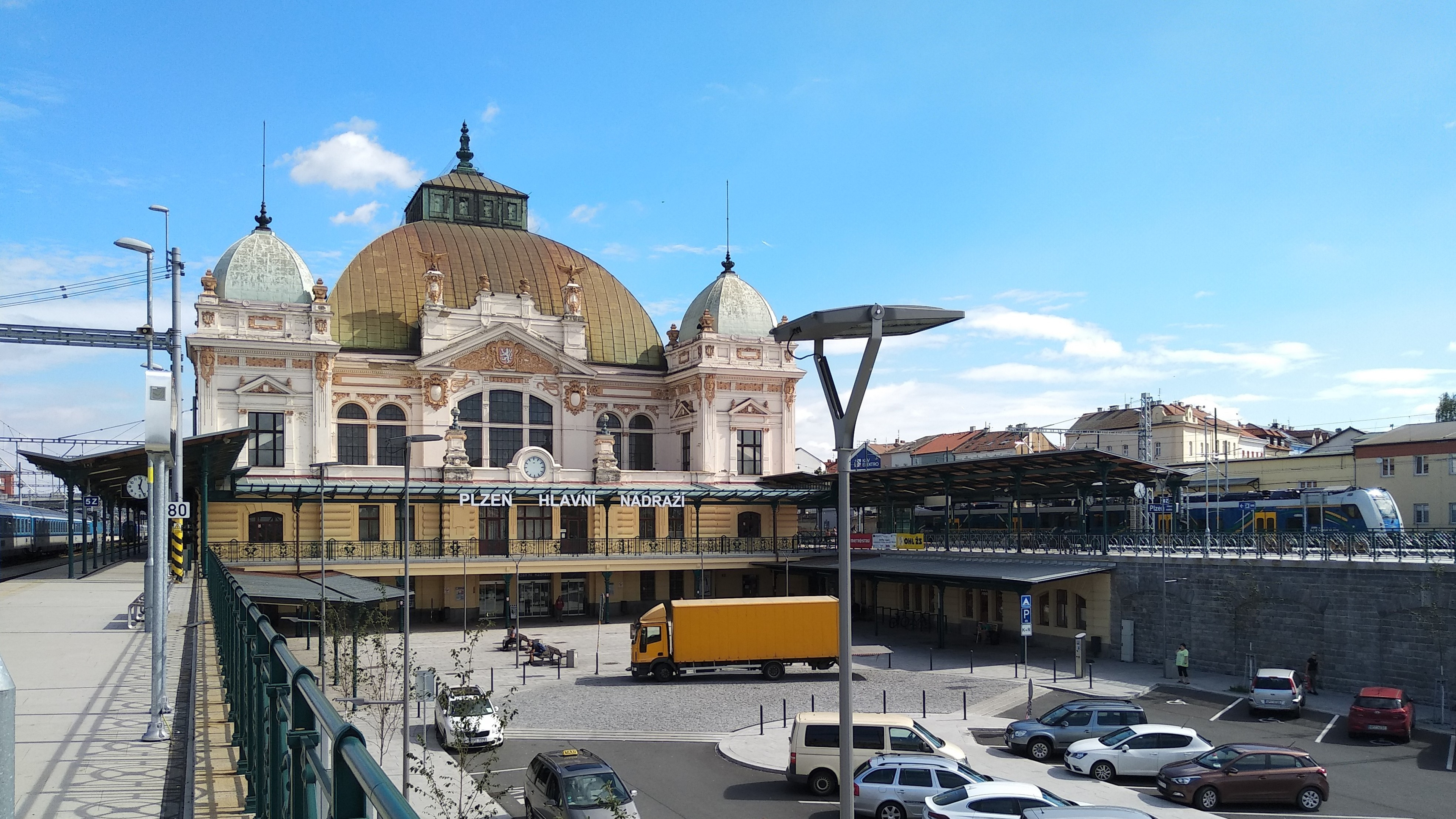
Bahnhof Plzeň hlavní nádraží

Nach der Angliederung des Sudetenlands an Deutschland im Herbst 1938 kam die Strecke zwischen Nürschan und Holleischen, bei Bilsowa und zwischen Babilon und Furth im Wald zur Deutschen Reichsbahn, Reichsbahndirektion Regensburg. Im Reichskursbuch war die Verbindung nun als Kursbuchstrecke 423 Nürnberg–Furth im Wald–Pilsen (–Prag) enthalten. Nach dem Ende des Zweiten Weltkriegs kam die Strecke wieder zu den ČSD. Der Pachtvertrag für den Abschnitt von der Staatsgrenze bis Furth im Wald wurde allerdings nicht wieder erneuert.
Bis 1952 führte die ČSD bis zu drei Reisezugpaare bis Furth im Wald, dann wurde der grenzüberschreitende Reiseverkehr infolge der Errichtung des Eisernen Vorhangs zeitweise komplett eingestellt. Lediglich Güterzüge fuhren weiter über die Staatsgrenze. In den 1960er Jahren wurde zudem der zuletzt mit neun Personenzugpaaren abgewickelte Reiseverkehr zwischen Domažlice und Česká Kubice auf eine Autobuslinie verlagert.

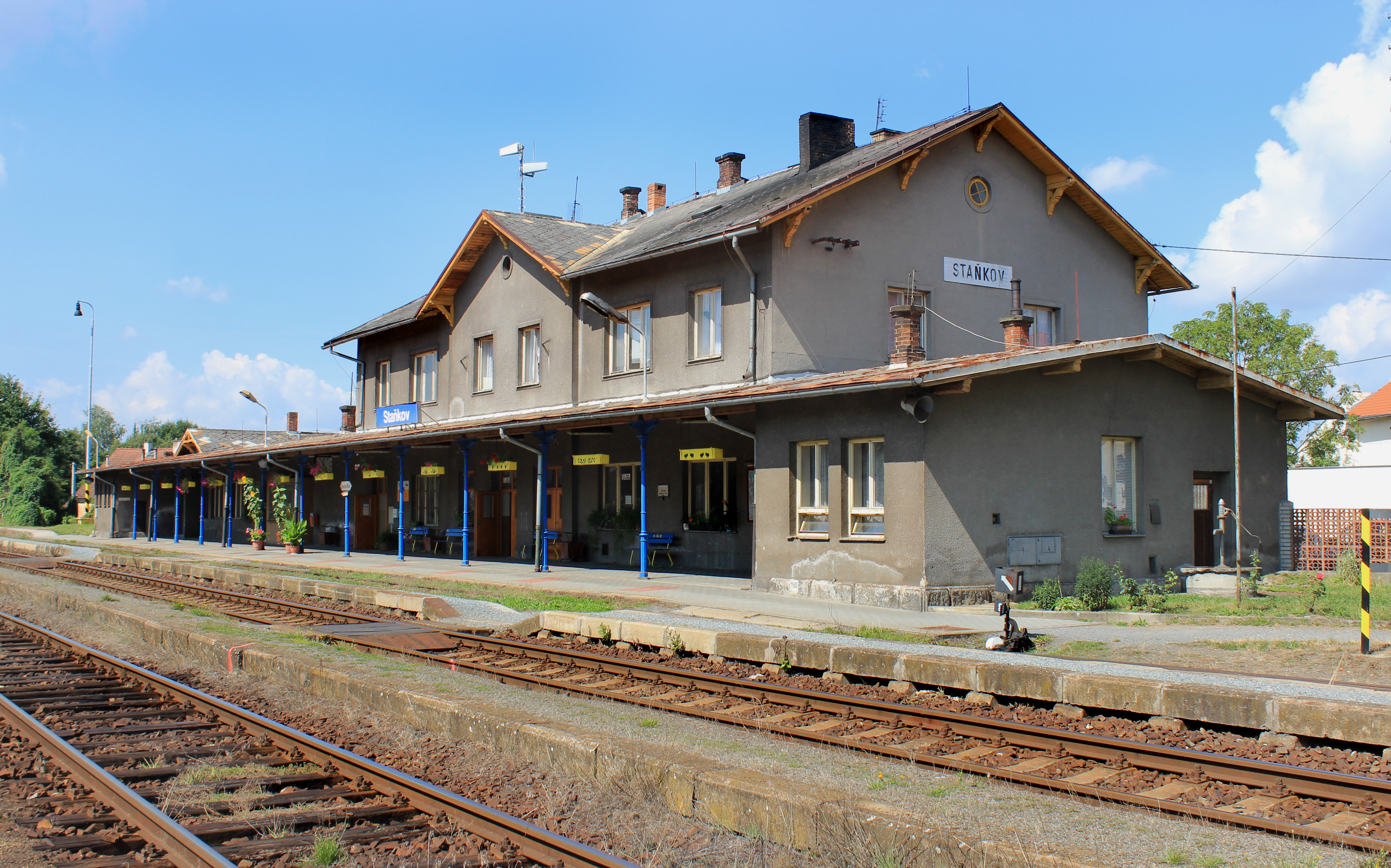
Bahnhof Staňkov (2014)

Anfang der 1970er Jahre wurde infolge des Prager Frühlings und der nachfolgenden Normalisierung das Schnellzugpaar D468/469 Prag–München neu eingeführt. Nach der Samtenen Revolution von 1989 wurden die Züge eine Zeitlang als Eurocity (EC) von und nach Zürich durchgebunden. Ab 1990 verkehrten auch wieder zwei Personenzugpaare der ČSD zwischen Domažlice und Furth im Wald, die allerdings zunächst keine Halte auf den Unterwegsstationen Domažlice město, Babylon und Česká Kubice hatten.
1962 wurde die Fahrleitungsspannung im Prager Netz auf die nunmehr üblichen 3 kV angehoben. Bis 1973 wurde der Streckenabschnitt Praha-Smichov–Beroun für den S-Bahn-ähnlichen Prager Vorortverkehr mit 3 kV Gleichstrom elektrifiziert. Die restliche Strecke bis Pilsen wurde in den 1980er Jahren mit dem moderneren 25-kV-Wechselstromsystem überspannt, was die Einrichtung einer Systemtrennstelle zwischen beiden Stromsystemen bei Beroun nötig machte. Am 5. Juli 1987 wurde der durchgängige elektrische Zugverkehr zwischen Prag und Pilsen aufgenommen.
Nach der politischen Wende in der Tschechoslowakei erhielt die Strecke nach 1989 ihre alte Bedeutung als wichtigste Strecke zwischen Böhmen und Westdeutschland nach und nach zurück. Im Rahmen der Transeuropäischen Netze (TEN) wurde die Strecke von Prag nach Pilsen Teil des Dritten Eisenbahnkorridors von Čadca nach Cheb.
Am 1. Januar 1993 ging die Strecke infolge der Dismembration der Tschechoslowakei an die neu gegründeten České dráhy (ČD) über. Seit 2003 gehört sie zum Netz des staatlichen Infrastrukturbetreibers Správa železniční dopravní cesty (SŽDC), heute: Správa železnic.
Im Jahr 2002 stellte die DB den Fernverkehr auf dem deutschen Streckenabschnitt ein und die beiden Schnellzüge der ČD verkehrten nur noch von Prag bis Furth im Wald, wo in deutsche Regionalzüge umgestiegen werden musste. Erst seit 12. Dezember 2004 verkehren wieder durchgehende Fernzüge zwischen Prag und München. Als Kooperationspartner in Deutschland dient seitdem das private Eisenbahnverkehrsunternehmen Die Länderbahn (DLB), vormals Vogtlandbahn. Während die ČD die Züge als Expresszug (Ex) weiterhin dem hochwertigen Fernverkehr zuordnete, verkehren sie in Deutschland lediglich als Regionalexpress (RE).

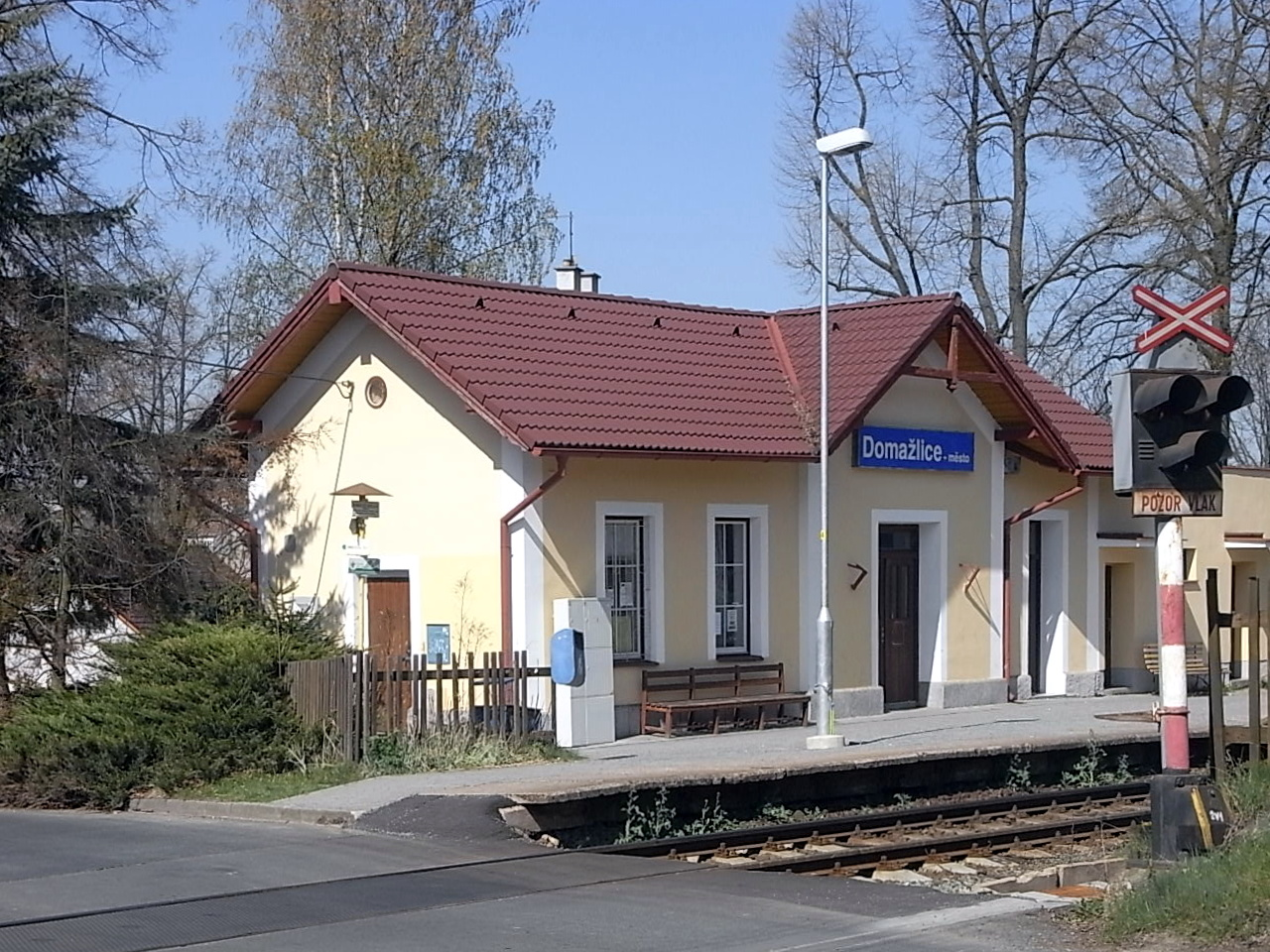
Haltestelle Domažlice město (2010)

Vor allem von deutscher Seite wurde 2008 mit der Initiative Donau-Moldau-Bahn die Schaffung einer Hochgeschwindigkeitsstrecke zwischen Pilsen und Regensburg gefordert. Hohe Kosten ließen dieses ambitionierte Vorhaben scheitern.
Von 2008 bis 2011 wurde der Abschnitt von Beroun bis Zbiroh für eine Streckengeschwindigkeit von 120 km/h ausgebaut. Einige enge Gleisbögen wurden aufgeweitet. Für Neigetechnikzüge sind seitdem dort bis zu 160 km/h zulässig.
Im Fahrplan 2012 verkehrten jeweils zwei internationale Zugpaare nach Nürnberg und München (als alex). Diese Züge wurden im Vier-Stunden-Takt über den Grenzübergang Furth im Wald geführt. Daneben verkehrten drei weitere Schnellzugpaare zum Grenzbahnhof Železná Ruda-Alžbětín/Bayerisch Eisenstein. Insgesamt verkehrten auf der gesamten Strecke 18 Schnellzugpaare, die im Stundentakt eine durchgängige Verbindung herstellten. Daneben verkehrten ebenfalls im Stundentakt zwischen Pilsen und Beroun sowie zwischen Beroun und Prag Nahverkehrszüge.
Im Dezember 2018 wurde der Ejpovice-Tunnel nach fünf Jahren Bauzeit fertiggestellt und in Betrieb genommen. Dadurch verkürzen sich die Fahrzeiten der Fernzüge ab dem Fahrplanwechsel am 9. Dezember 2018 um acht Minuten. Die ohne Zwischenhalt verkehrenden Expresszüge benötigen dann zwischen Praha-Smíchov und Pilsen nur noch 66 Minuten, was einer Reisegeschwindigkeit von 94 km/h entspricht.
Im November 2019 genehmigte das Verkehrsministerium der Tschechischen Republik den Bau einer unterirdischen Neubautrasse zwischen Praha-Smíchov und Beroun. Der sogenannte Berounský tunel soll 24,8 Kilometer lang sein und für eine Streckengeschwindigkeit von 200 km/h ausgelegt werden. Die Fahrzeit zwischen Praha-Smíchov und Beroun soll sich nach Fertigstellung auf zwölf Minuten verkürzen, bis Pilsen ist eine Fahrzeit von 44 Minuten projektiert. Gerechnet wird mit Kosten von 50 Milliarden Kronen. Die Inbetriebnahme ist für das Jahr 2038 vorgesehen.
Am 5. Dezember 2019 wurde mit der Inbetriebnahme der neuen Haltestelle Plzeň-Skvrňany der Umbau des Streckenabschnittes im Pilsner Stadtgebiet nach zwei Jahren abgeschlossen. Die neutrassierte zweigleisige Strecke verfügt über aufgeweitete Gleisbögen und beschleunigt den Zugverkehr in Richtung Bayern wesentlich.
In den Jahren 2021 bis 2023 ist die Ausrüstung der Strecke von Beroun bis Plzeň mit dem europäischen Zugbeeinflussungssystem ETCS vorgesehen. Die Streckenausrüstung liefert der tschechische Hersteller AŽD Praha.
Beim Eisenbahnunfall von Milavče kam es am 4. August 2021 an der Ausweiche Radonice zu einem Frontalzusammenstoß zwischen zwei Reisezügen. Drei Personen starben, darunter die beiden Triebfahrzeugführer.
Bis 2030 soll die Strecke von Plzeň bis Domažlice zweigleisig ausgebaut und elektrifiziert werden. Vollständige Neutrassierungen zwischen Nová Hospoda und Holýšov sowie Blížejov und Domažlice ermöglichen dann abschnittsweise eine Streckengeschwindigkeit von 200 km/h. Infolge der Begradigungen wird die Strecke bis Domažlice über zwölf Kilometer kürzer werden. Die Bestandsstrecke zwischen Nová Hospoda und Chotěšov soll dabei für den regionalen Verkehr und als Umleitungsstrecke bei Störungen weiter in Betrieb bleiben. Am 30. Dezember 2024 schrieb die staatliche Infrastrukturverwaltung die Modernisierung der bestehenden Strecke zwischen Nová Hospoda und Chotěšov mit einem Kostenrahmen von 4,64 Milliarden Kronen öffentlich aus. Neben der Elektrifizierung sollen die Bahnhöfe Vejprnice und Nýřany sowie die Haltestelle Tlučná umgebaut und erneuert werden. Die Bauarbeiten sollen 2025 beginnen und bis 2027 abgeschlossen sein.

## Streckenbeschreibung

### Verlauf

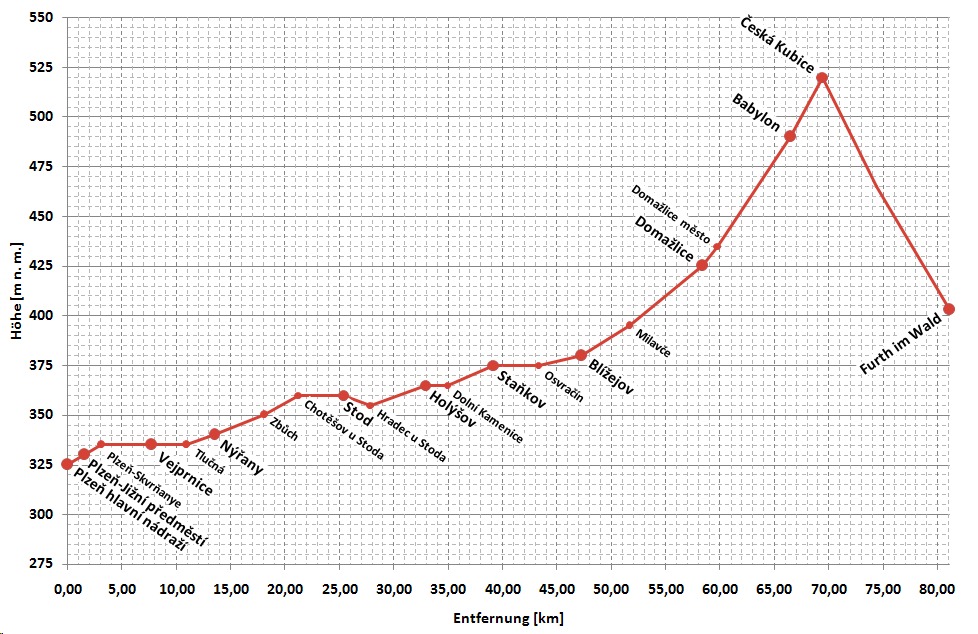
Vereinfachtes Höhenprofil

Die Strecke verlässt Plzeň hlavní nádraží zusammen mit der Bahnstrecke Plzeň–Cheb in östlicher Richtung. Nach dem Bahnhof Plzeň-Jižní předměstí schwenkt die Trasse nach Südwesten ab, wobei die Gleise nach Cheb mittels Überwerfungsbauwerk niveaufrei gekreuzt werden. Die Strecke folgt dann dem Tal des Vejprnický potok bis Nýřany, um dann in einem 90-Grad-Bogen nach Süden zu schwenken. Nach Überquerung einer Wasserscheide folgt die Strecke dann stetig ansteigend in südwestlicher Richtung dem Tal der Radbuza und der Zubřina bis zum Kamm des Böhmerwaldes bei Česká Kubice. Nach Česká Kubice fällt die Strecke mit einigen Schleifen zur künstlichen Längenentwicklung bis zum Endpunkt Furth im Wald stetig ab, wobei bei Klöpflesberg der einzige Tunnel der Strecke passiert wird.

### Betriebsstellen
Haltestelle Kařez
Die Haltestelle Kařez wurde am 28. April 2012 im Zuge der Streckenerneuerung im Abschnitt Zdice–Rokycany eröffnet. Die Haltestelle ersetzt den bisherigen Bahnhof Zbiroh, der ganz aufgelassen wird. Kařez erhielt 300 Meter lange Bahnsteige mit einer Höhe von 55 Zentimetern über Schienenoberkante.

## Fahrzeugeinsatz

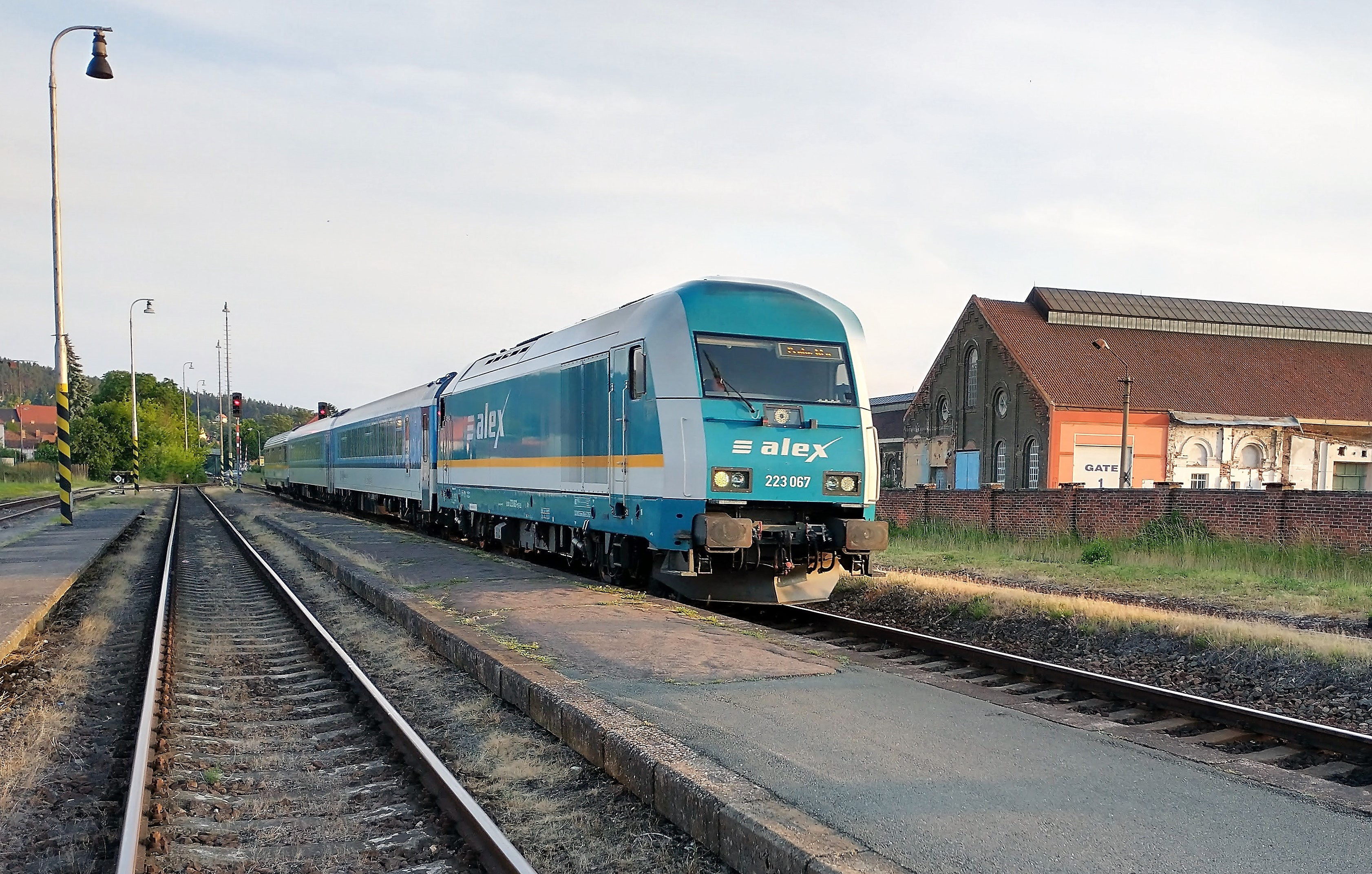
Schnellzug mit Diesellokomotive Siemens ER20 der Länderbahn (Holýšov; 2021)

Seit 2014 kommen im Regionalverkehr zwischen Plzeň und Domažlice planmäßig niederflurige Regionaltriebwagen der ČD-Baureihe 844 („RegioShark“) zum Einsatz. Die Expresszüge zwischen München und Prag werden mit Diesellokomotiven des Typs Siemens ER20 der Länderbahn geführt. Die DLB setzt zwischen Furth im Wald und Domažlice Regio-Shuttle RS 1 ein.